# Rodolfo Micheli
Rodolfo Joaquín Micheli (Munro, Provincia de Buenos Aires; 24 de abril de 1930-27 de diciembre de 2022) fue un futbolista argentino que se desempeñaba como delantero.
Fue parte de la histórica delantera de Independiente que jugó íntegramente en la selección nacional junto a Cecconato, Lacasia, Grillo y Cruz.

## Clubes
| Club                 | País      | Año         |
| -------------------- | --------- | ----------- |
| Argentino de Quilmes | Argentina | 1950 - 1952 |
| Independiente        | Argentina | 1952 - 1957 |
| River Plate          | Argentina | 1958        |
| Huracán              | Argentina | 1959        |
| Millonarios          | Colombia  | 1960        |
| Platense             | Argentina | 1961        |
| Juventud Unida       | Argentina | 1962        |

## Palmarés

### Campeonatos internacionales
| Título       | Club                | País  | Año  |
| ------------ | ------------------- | ----- | ---- |
| Copa América | Selección Argentina | Chile | 1955 |

Además fue el máximo goleador de este campeonato con 8 goles